# Alcámenes

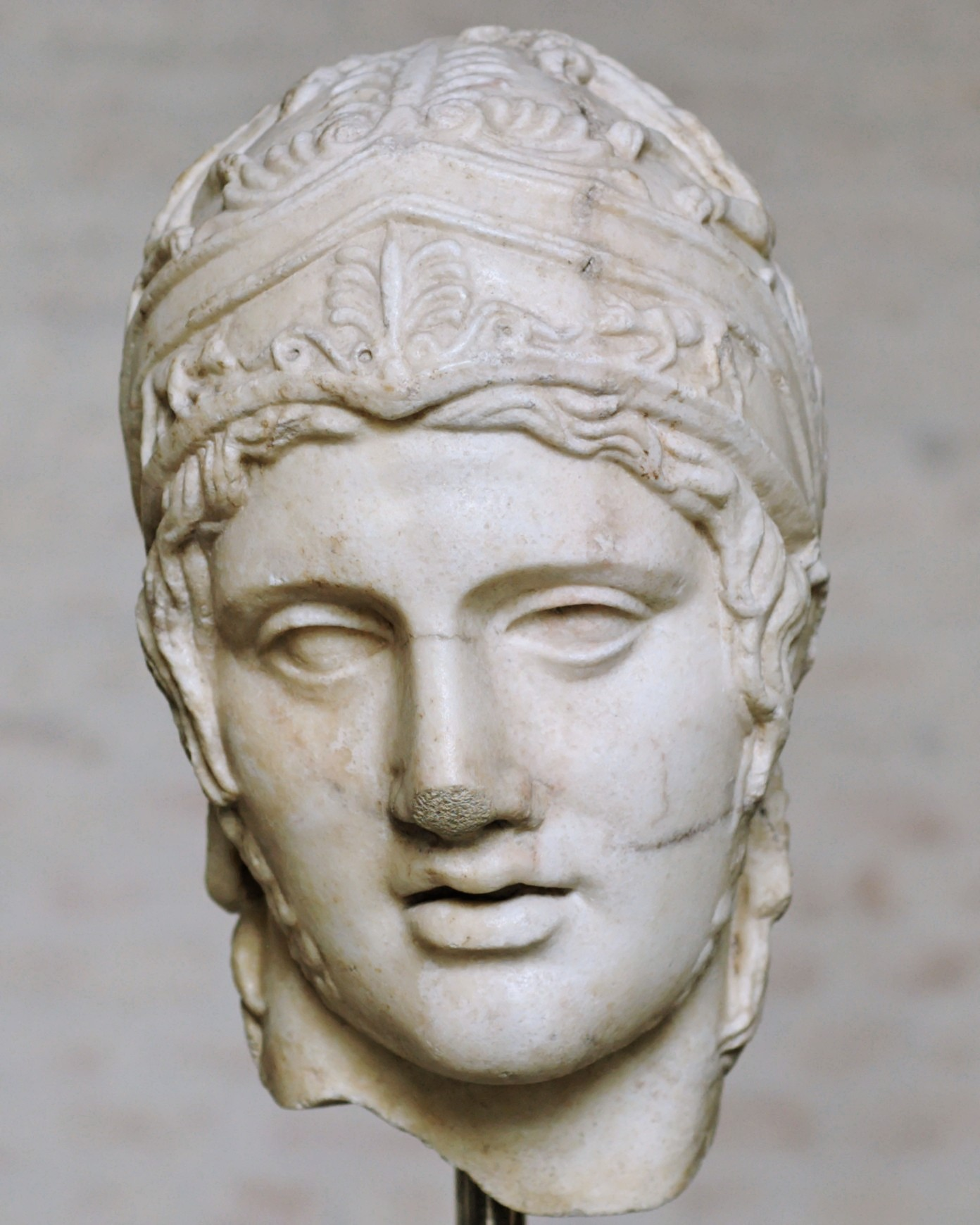
Copia de una escultura representando a Ares, obra de Alcámenes.

Alcámenes (en griego antiguo Ἀλκαμένης, Alkaménês) fue un escultor griego del primer clasicismo, de Lemnos y Atenas del siglo V a. C.. 

## Biografía
Nacido, quizás, en la cleruquía ateniense en la isla de Lemnos, transcurrió toda su carrera en Atenas. Plinio el Viejo sitúa su apogeo durante la olimpíada 83, es decir, en 448-445 a. C. y cita como sus contemporáneos a Critio y a Fidias, de los que fue discípulo. Figura ente los escultores oficiales de la ciudad ática y decoró numerosos templos erigidos durante la guerra del Peloponeso. Es posible haya sido el autor de las estatuas de culto del Hefestión, esculpidas entre 421 y 415 a. C.
Estaba aún activo en el 403 a. C., fecha en la que esculpió, a petición de Trasíbulo, el relieve de Heracles y Atenea del Heraclión de Tebas, que celebraba el derrocamiento de la tiranía de los Treinta Tiranos. Frente a este periodo de actividad particularmente largo, algunos estudiosos han concluido que Plinio se equivocaba al hacer a Alcámenes contemporáneo de Fidias.

## Obras
Si bien Alcámenes era más joven que Fidias, resaltó por la delicadeza y acabado de sus obras, entre las que sobresalieron un Dioniso de marfil y oro, un Hefesto y una Afrodita "de los jardines". 
También se atribuyó a Alcámenes la realización de la primera representación escultórica de Hécate en forma triple.
Probablemente es el autor de una estatua del museo de la Acrópolis de Atenas que representa una mujer que aprieta con su falda a su hijo pequeño y que podría corresponder a una estatua de Procne e Itis mencionada por Pausanias.
Pausanias dice que Alcámenes era el autor de uno de los frontones del templo de Zeus en Olimpia, si bien hay cierta controversia porque algunos eruditos opinan que esto parece imposible desde un punto de vista cronológico y estilístico, y también que fuera contemporáneo de Fidias, según Plinio el Viejo, que se basó en Pausanias (como ya se ha dicho arriba, en el apartado de bibliografía). Se ha sugerido también la existencia de dos Alcámenes.
Pausanias también hace referencia a una estatua de Ares, obra de Alcámenes, que fue erigida en el ágora de Atenas, que podría ser el Ares Borghese. Sin embargo, el templo de Ares que menciona no fue trasladado desde el demo ático de Acarnas hasta el ágora hasta tiempos de Augusto, y las otras estatuas que se conoce que derivan de la estatua de Alcámenes muestran al dios en un pectoral, por lo que no es seguro que la estatua de Ares de Alcámenes fuese la que hoy está en el Museo del Louvre.
En Pérgamo se descubrió en el año 1903 una copia helenística de la cabeza de Hermes "Propileo" de Alcámenes. Por otra parte, al estar la deidad representada en un estilo Neo-Ático, arcaico y convencional, no se puede confiar mucho en la copia para conseguir información del estilo habitual de Alcámenes, que era casi con certeza un artista progresivo y original.
Probablemente tomó parte en la decoración escultórica del Partenón, bajo la dirección de Fidias, y también se relacionan con su estilo las Cariátides del Erecteión de Atenas.
En 1972 se descubrieron los llamados bronces de Riace en los restos de un naufragio, cerca de la costa de Calabria (Italia). Son dos estatuas de bronce que probablemente representan a Tideo y Anfiarao, dos de los siete contra Tebas que estaban representados en un grupo escultórico del ágora de Argos y que fue obra colectiva de escultores de Atenas y de Argos. Algunos especialistas atribuyen la estatua de Tideo a Agéladas de Argos mientras la de Anfiarao se suele atribuir a Alcámenes, por su similitud de estilo con las cabezas de los Centauros del frontón oeste del templo de Zeus en Olimpia. 
Se dice que fue el escultor más eminente de Atenas tras la partida de Fidias a Olimpia, pero es un personaje enigmático por el hecho de que ninguna de las esculturas asociadas a su nombre en la literatura clásica están conectadas con certeza a copias existentes.

## Alcamenes
- Varios autores (1910-1911). «Alcamenes».  En Chisholm, Hugh, ed. Encyclopædia Britannica. A Dictionary of Arts, Sciences, Literature, and General information (en inglés) (11.ª edición). Encyclopædia Britannica, Inc.; actualmente en dominio público.
- Robertson, Martin, El arte griego, Alianza editorial, 1993.
- Stewart, Andrew, One hundred Greek Sculptors: Their Careers and Extant Works (on-line)
- Boardman, John, La Sculpture grecque classique, Thames & Hudson, coll. «Histoire de l'art», Paris, 1995 (ISBN 2-87811-086-2), p. 206.
- Capuis, Loredana, Alkamenes. Fonti storiche e archeologiche, Florencia, publicaciones de la Facultad de Letras y de Filosofía de lea Universidad de Padua, n.º 44, 1968.
- Muller-Dufeu, Marion, La Sculpture grecque. Sources littéraires et épigraphiques, éditions de l'École nationale supérieure des Beaux-Arts, coll. «Beaux-Arts histoire», 2002 (ISBN 2-84056-087-9), p. 344-347.
- Rolley, Claude, La Sculpture grecque II: la période classique, Picard, coll. «Manuels d'art et d'archéologie antiques», 1999 (ISBN 2-7084-0506-3), p. 143-149.